# Plumerville
Plumerville – miasto w Stanach Zjednoczonych, w stanie Arkansas, w hrabstwie Conway.